# Big Game
Big Game — третий студийный альбом американской хард-рок-группы White Lion, выпущенный 10 августа 1989 года на Atlantic Records. Альбом достиг 19 позиции в чарте Billboard 200 и вскоре получил статус золотого диска по сертификации RIAA.

## Обзор
Весной 1989 года, так и не отдохнув после изнуряющих полуторагодовых гастролей в поддержку своего успешного альбома Pride, White Lion вернулись в голливудскую Amigo Studios для записи следующего альбома, продюсером которого снова выступил Майкл Вейдженер.
10 августа 1989 года Big Game появился на витринах магазинов. Музыкально он продолжал традиции Pride. На волне успеха Pride, Big Game быстро достиг статуса золотого и занял 19 строчку в чарте Billboard 200.
Первым синглом с альбома стала песня «Little Fighter», являющаяся своего рода одой шхуне Rainbow Warrior, принадлежащей «Гринпис» и участвовавшей в протестах против китовой охоты и ядерных испытаний. 10 июля 1985 года шхуна была потоплена агентами французской секретной службы в гавани порта Окленд, Новой Зеландии. В результате диверсии погиб фотограф «Гринпис», португалец Фернандо Перейра.
На песню было снято яркое видео, но даже оно не поспособствовало успеху сингла, достигшего лишь 52 позиции в чартах Billboard Hot 100 и 12 позиции в Billboard Mainstream Rock.
Следующим синглом была выбрана кавер-версия песни «Radar Love» ветеранов скандинавского рока Golden Earring, добравшаяся лишь до 59 места в «горячей сотне». На неё тоже был снят видеоклип.
В 1990 году вышел третий сингл, которым стала пауэр-баллада «Cry for Freedom», проповедующая пацифизм, антирасизм и свободу. На неё также был снят клип, но песня так и не попала в чарты.
В России эта песня известна в исполнении хеви-метал-группы Ария под названием «Свобода». Тематика была изменена с социально-политической на байкерскую..

## Список композиций
- Все песни написаны Майком Трампом и Вито Братта, кроме отмеченных.

1. «Goin' Home Tonight» — 4:57
2. «Dirty Woman» — 3:27
3. «Little Fighter» — 4:23
4. «Broken Home» — 4:59
5. «Baby Be Mine» — 4:10
6. «Living on the Edge» — 5:02
7. «Let’s Get Crazy» — 4:52
8. «Don’t Say It’s Over» — 4:04
9. «If My Mind is Evil» — 4:56
10. «Radar Love» — 5:59 (Койманс/Хэй; кавер-версия Golden Earring)
11. «Cry for Freedom» — 6:09

## Участники записи
- Майк Трамп — вокал
- Вито Братта — гитара
- Джеймс Ломенцо — бас-гитара
- Грег ДиАнджело — ударные
- Линн Ковалевски — дизайн
- Нил Злозоуэр — фотографии

## Чарты
| Год  | Название чарта | №  |
| ---- | -------------- | -- |
| 1989 | Billboard 200  | 19 |
| 1989 | Канада         | 28 |
| 1988 | Норвегия       | 14 |
| 1989 | Швеция         | 13 |
| 1989 | Швейцария      | 16 |
| 1989 | Великобритания | 47 |

| Год  | Сингл             | Чарт                   | №  |
| ---- | ----------------- | ---------------------- | -- |
| 1989 | «Little Fighter»  | Billboard Hot 100      | 52 |
| 1989 | «Little Fighter»  | Mainstream Rock Tracks | 12 |
| 1989 | «Little Fighter»  | Канада                 | 65 |
| 1989 | «Radar Love»      | Billboard Hot 100      | 59 |
| 1989 | «Radar Love»      | Mainstream Rock Tracks | —  |
| 1990 | «Cry for Freedom» | Billboard Hot 100      | —  |
| 1990 | «Cry for Freedom» | Mainstream Rock Tracks | —  |